# Estádio Paulo Barreto de Menezes
O Estádio Paulo Barreto de Menezes, também conhecido como Barretão, é um estádio de futebol localizado em Lagarto, Sergipe. Tem capacidade para 8.000 pessoas e é utilizado como mando de campo para os dois clubes da cidade, o Atlético Clube Lagartense e o Lagarto Futebol Clube. Desde sua construção é administrado pelo governo do estado de Sergipe. Seu nome foi dado em homenagem a um ex-governador da época da ditadura militar.

## Reforma em 2012[2]
Desde 2012 o estádio está sendo reformado e ampliado. Após apresentar vários problemas de estrutura para o recebimento do Campeonato Sergipano de Futebol de 2012, o governo de Sergipe resolveu investir numa plena reforma do estádio, inclusive com a instalação de refletores e placar eletrônico. A maior justificativa é que as condições atuais da praça desportiva não condizem com o tamanho e a pujança que representam a cidade de Lagarto para o estado de Sergipe. Sendo assim, como representante no Sergipão 2013, o estádio promete trazer maior conforto a seu frequentador e rivalizar com o Estádio Presidente Médici em Itabaiana, com o Estádio Vavazão em Maruim e com o Estádio Augusto Franco em Estância o título da maior e mais completa arena do interior de Sergipe.